# Olombrada
Olombrada település Spanyolországban, Segovia tartományban. Olombrada Campaspero, Fompedraza, Canalejas de Peñafiel, Membibre de la Hoz, Fuentesaúco de Fuentidueña, Cozuelos de Fuentidueña, Perosillo, Frumales és Cuéllar községekkel határos. Lakosainak száma 503 fő (2024).

## Népesség
A település népessége az elmúlt években az alábbi módon változott:
| Lakosok száma | 810  | 778  | 719  | 723  | 681  | 638  | 588  | 536  | 517  | 503  |
|               | 2001 | 2004 | 2007 | 2009 | 2012 | 2014 | 2017 | 2019 | 2022 | 2024 |